# Coca Boom
Coca Boom (24 de octubre de 1997) es una artista drag española, ganadora de la primera temporada de Regias del Drag España y conocida nacionalmente por haber participado como costurera y diseñadora en varias temporadas de Drag Race España.

## Carrera
Coca Boom obtuvo el tercer puesto de la gala Drag Queen de Torremolinos el 18 de febrero de 2022 en el Auditorium Príncipe de Auditorium príncipe de Asturias de Torremolinos.
En mayo de 2022 fue una de las protagonistas de un reportaje realizado por Diario Sur que daba visibilidad al transformismo y la escena drag de Torremolinos.
En junio fue una de las artistas que participaron en la II Gala Drag de Sevilla. Ese mismo año compitió en la primera temporada de Regias del Drag España, spin-off español del programa mexicano Regias del Drag. Finalmente se convirtió en la primera vencedora del programa. En abril de 2023 acudió como invitada en un episodio de la tercera temporada del podcast LGBT Pontechueca.
El 2 de junio de 2023 fue una de las artistas colaboradoras en la segunda edición de la gala drag "The Queen Deluxe", que tuvo lugar en Huelva y estuvo presentada por las transformistas Nina Vagina y Samantha Ballentines.
Para su personaje toma como referencia artística el estilo drag estadounidense, así como las obras teatrales de Broadway. Fuera del drag, Coca Boom trabaja como diseñador de vestuario y azafato en el aeropuerto.